# Unitaire matrix
In de lineaire algebra is een unitaire matrix een complexe vierkante matrix {\displaystyle \mathbf {U} } waarvoor geldt dat
{\displaystyle \mathbf {U} ^{*}\mathbf {U} =\mathbf {UU} ^{*}=\mathbf {I} }
Daarin is {\displaystyle \mathbf {U} ^{*}} de geconjugeerde getransponeerde matrix van {\displaystyle \mathbf {U} } en {\displaystyle \mathbf {I} } de eenheidsmatrix.
Merk op dat deze voorwaarde inhoudt dat een matrix {\displaystyle \mathbf {U} } unitair is dan en slechts dan als de inverse matrix ervan gelijk is aan {\displaystyle \mathbf {U} ^{*}}
{\displaystyle \mathbf {U} ^{-1}=\mathbf {U} ^{*}}
Een unitaire matrix waarvan alle elementen reëel zijn, is een orthogonale matrix. Het inwendige product van twee vectoren {\displaystyle \mathbf {x} } en {\displaystyle \mathbf {y} } blijft hetzelfde als zij beide met dezelfde unitaire matrix {\displaystyle \mathbf {U} } worden vermenigvuldigd. Voor {\displaystyle \mathbf {U} } van de orde {\displaystyle n} en {\displaystyle \langle \cdot ,\cdot \rangle } het standaardinproduct op {\displaystyle \mathbb {C} ^{n}} is immers: 
{\displaystyle \langle \mathbf {Ux} ,\mathbf {Uy} \rangle =\langle \mathbf {x} ,\mathbf {U} ^{*}\mathbf {Uy} \rangle =\langle \mathbf {x} ,\mathbf {y} \rangle }
voor alle complexe vectoren {\displaystyle \mathbf {x} } en {\displaystyle \mathbf {y} }. Verder zijn de volgende voorwaarden equivalent:
1. {\displaystyle \mathbf {U} } is unitair
2. {\displaystyle \mathbf {U} ^{*}} is unitair
3. De kolommen van {\displaystyle \mathbf {U} } vormen een orthonormale basis van {\displaystyle \mathbb {C} ^{n}} met betrekking tot dit inwendige product
4. De rijen van {\displaystyle \mathbf {U} } vormen een orthonormale basis van {\displaystyle \mathbb {C} ^{n}} met betrekking tot dit inwendige product
5. {\displaystyle \mathbf {U} } is een isometrie met betrekking tot de norm van dit inwendige product.

## Eigenwaarden
Alle eigenwaarden van een unitaire matrix zijn complexe getallen met absolute waarde gelijk aan 1, dus liggen op de eenheidscirkel in het complexe vlak. Dit is zo, omdat een unitaire matrix een isometrie bepaalt. Voor de eigenwaarde {\displaystyle \lambda } met bijbehorende eigenvector {\displaystyle \mathbf {x} } geldt namelijk:
{\displaystyle \|\mathbf {x} \|_{2}=\|\lambda \mathbf {x} \|_{2}=|\lambda |\cdot \|\mathbf {x} \|_{2}}
dus
{\displaystyle |\lambda |=1}
De reële eigenwaarden van een unitaire matrix kunnen dus alleen de getallen +1 en –1 zijn. Aangezien de complexe eigenwaarden in paren geconjugeerde waarden voorkomen, heeft een unitaire matrix van oneven orde ten minste een reële eigenwaarde +1 of –1.

## Determinant
Evenals de eigenwaarden heeft ook de determinant van een unitaire matrix de absolute waarde 1, want:
{\displaystyle |\det(\mathbf {U} )|^{2}=\det(\mathbf {U} )\cdot {\overline {\det(\mathbf {U} )}}=\det(\mathbf {U} )\cdot \det({\overline {\mathbf {U} }})=\det(\mathbf {U} )\cdot \det((\mathbf {U} ^{*})^{T})=}
{\displaystyle =\det(\mathbf {U} )\cdot \det(\mathbf {U} ^{*})=\det(\mathbf {UU} ^{*})=\det(\mathbf {I} )=1}.

## Normaliteit en diagonaliseerbaarheid
Alle unitaire matrices zijn normaal, waardoor de spectraalstelling op de unitaire matrices van toepassing is. Elke unitaire matrix {\displaystyle \mathbf {U} } heeft dus een decompositie van de vorm
{\displaystyle \mathbf {U} =\mathbf {V} \Sigma \mathbf {V} ^{*}}
waarin {\displaystyle \mathbf {V} } unitair is en {\displaystyle \Sigma } een diagonale en unitaire matrix is.

## Unitaire groep
Voor elke {\displaystyle n} vormt de verzameling van alle unitaire matrices van orde {\displaystyle n}, uitgerust met de operatie matrixvermenigvuldiging, een groep, de unitaire groep.

## Generalisatie
Men kan bij uitbreiding ook unitaire operatoren op een hilbertruimte definiëren. Een belangrijke eigenschap van unitaire operatoren en matrices is dat zij als operator op een vector de norm van die vector niet veranderen:
{\displaystyle \|\mathbf {Ux} \|=\|\mathbf {x} \|}